# Ладанка (річка)
Ладанка (рос. Ладанка) — річка в Україні у Прилуцькому районі Чернігівської області. Права притока річки Удай (басейн Дніпра).

## Опис
Довжина річки приблизно 10,32 км, найкоротша відстань між витоком і гирлом — 7,18  км, коефіцієнт звивистості річки — 1,44 . Формується декількома безіменними струмками та загатами.

## Розташування
Бере початок на східній стороні від села Голубівка. Тече переважно на південний схід через селище Ладан і на північно-західній околиці села Подище впадає у річку Удай, праву притоку Сули.

## Цікаві факти
- На південній стороні від витоку річки на відстані приблизно 2,71 км пролягає автошлях Т 2530[2] (автомобільний шлях територіального значення у Чернігівській області. Пролягає територією Прилуцького, Варвинського, Срібнянського та Талалаївського районів через Прилуки — Варву — Срібне — Обухове. Загальна довжина — 75,5 км.).
- Пригирлова частина річки розташована у заболоченій місцевості[1].